# Sebastiano Montelupi

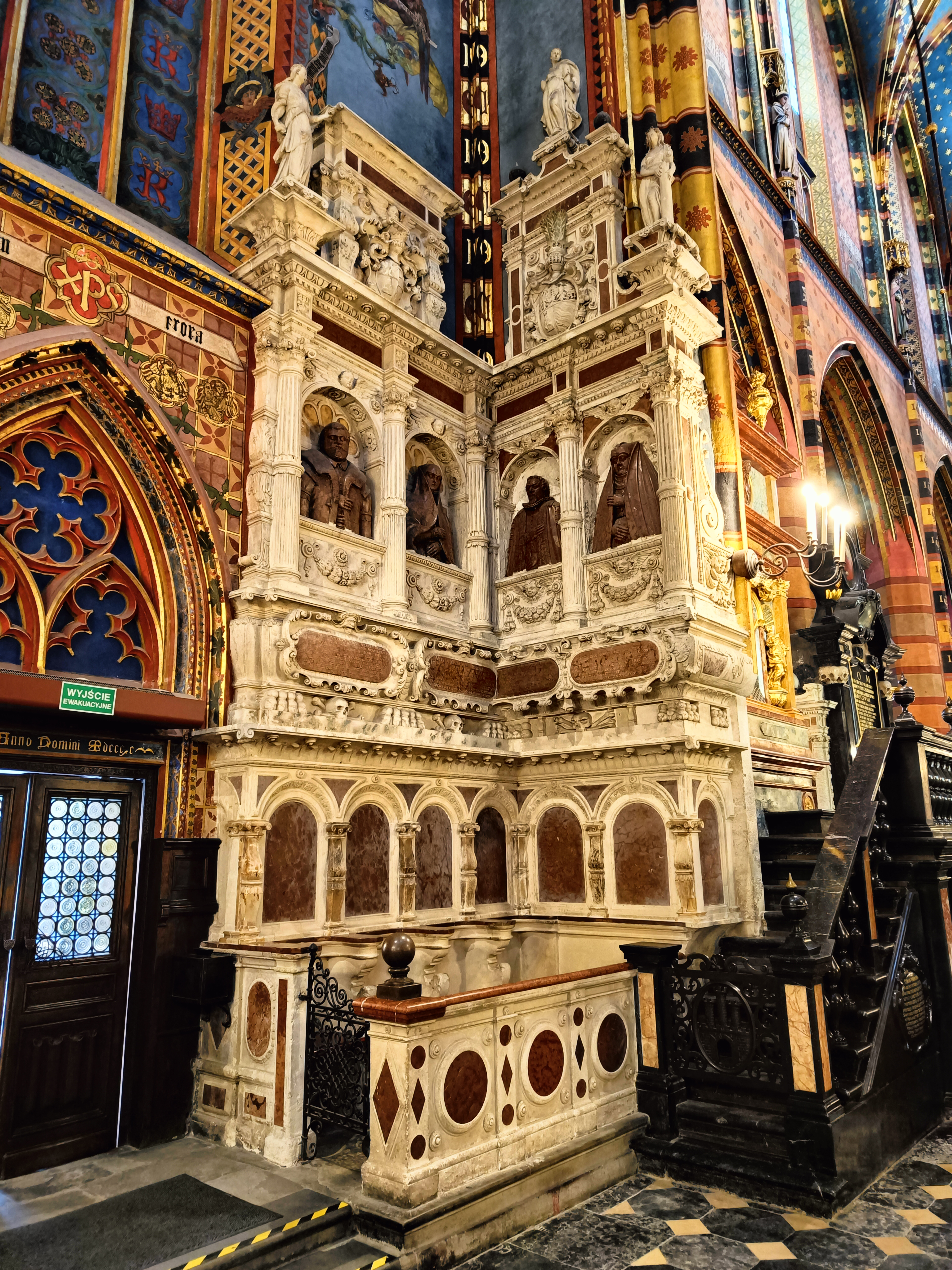
Grabmal der Montelupi

Sebastiano Montelupi oder Sebastian Montelupi (* 1516 in Florenz (?); † 18. August 1600 in Krakau, Polen-Litauen) war ein polnisch-italienischer Kaufmann, Bankier und königlicher Postmeister. Er gilt als Begründer der polnischen Adelsfamilie Montelupi.

## Leben
Sebastiano Montelupi stammte aus Italien und kam zwischen 1537 und 1557 nach Krakau. Zunächst arbeitete er für die Bankiersfamilie Soderini, danach gründete er mit seinem Bruder Carlo in Krakau eine eigene Personengesellschaft. 1567 heiratete er die Krakauer Bürgertochter Ursula Baza und zog mit ihr in das Montelupi-Haus am Krakauer Marktplatz. Ihr Vater war Arzt am polnischen Königshof. Die Montelupi errichteten ein weit verzweigtes Handelsnetz nach Süd- und Westeuropa. Als Bänker bedienten sie den Königshof genauso wie den päpstlichen Nuntius in Krakau. 1568 wurde Sebastiano Montelupi zum königlichen Postmeister ernannt. Er baute die Verbindungen nach Vilnius, Wien und Venedig sowie zu den wichtigsten Städten innerhalb der Krone des Königreichs Polen aus. Er arbeitete hierbei mit den Medici in Florenz und den Fugger in Augsburg zusammen. Er wurde für seine Verdienste zusammen mit seinem Bruder in den Adelsstand erhoben. Sebastiano Montelupi galt als einer der reichsten Männer seiner Zeit. Er starb kinderlos, sein Vermögen und seine Position erbte sein Neffe Valerio Tamburini Montelupi. Er wurde in der Krakauer Marienbasilika beigesetzt. Sein Grabmal gestaltete Santi Gucci.